# Entropia residua
L'entropia residua è l'entropia di un sistema allo zero assoluto. Essendo zero tutti i contributi traslazionali, vibrazionali e rotazionali delle particelle costituenti il sistema è soltanto un'entropia di tipo configurazionale.
Dai dati spettroscopici si calcola spesso un'entropia minore di quella teorica, questo fenomeno può essere spiegato con due ipotesi:
- l'omissione di una transizione di stato
- il fatto che la materia abbia un certo grado di disordine anche a {\displaystyle 0} K (entropia residua)

Un cristallo ad esempio potrebbe avere a {\displaystyle 0K} sia configurazione AB AB AB AB AB AB ... che configurazione AB BA AB AB AB AB ... se l'energia dei due stati fosse molto simile. Se si ipotizza che le due configurazioni abbiano stessa probabilità, si può calcolare l'entropia residua con la legge di Boltzmann:
{\displaystyle S=k_{B}\,{\rm {ln}}W}
dove:
- {\displaystyle k} = costante di Boltzmann
- {\displaystyle W} peso statistico {\displaystyle \left(W={\frac {N!}{n_{0}!n_{1}!n_{2}!...}}\right)}